# West Hamlin
West Hamlin é uma cidade  localizada no estado norte-americano de Virgínia Ocidental, no Condado de Lincoln.

## Demografia
Segundo o censo norte-americano de 2000, a sua população era de 696 habitantes.
Em 2006, foi estimada uma população de 688, um decréscimo de 8 (-1.1%).

## Geografia
De acordo com o United States Census Bureau tem uma área de
1,5 km², dos quais 1,4 km² cobertos por terra e 0,1 km² cobertos por água. West Hamlin localiza-se a aproximadamente 187 m acima do nível do mar.

## Localidades na vizinhança
O diagrama seguinte representa as localidades num raio de 20 km ao redor de West Hamlin.